# Kengiro Azuma
 (décembre 2022).
La mise en forme du texte ne suit pas les recommandations de Wikipédia : il faut le « wikifier ».
Les points d'amélioration suivants sont les cas les plus fréquents. Le détail des points à revoir est peut-être précisé sur la page de discussion.
- Les titres sont pré-formatés par le logiciel. Ils ne sont ni en capitales, ni en gras.
- Le texte ne doit pas être écrit en capitales (les noms de famille non plus), ni en gras, ni en italique, ni en « petit »…
- Le gras n'est utilisé que pour surligner le titre de l'article dans l'introduction, une seule fois.
- L'italique est rarement utilisé : mots en langue étrangère, titres d'œuvres, noms de bateaux, etc.
- Les citations ne sont pas en italique mais en corps de texte normal. Elles sont entourées par des guillemets français : « et ».
- Les listes à puces sont à éviter, des paragraphes rédigés étant largement préférés. Les tableaux sont à réserver à la présentation de données structurées (résultats, etc.).
- Les appels de note de bas de page (petits chiffres en exposant, introduits par l'outil «  Source ») sont à placer entre la fin de phrase et le point final[comme ça].
- Les liens internes (vers d'autres articles de Wikipédia) sont à choisir avec parcimonie. Créez des liens vers des articles approfondissant le sujet. Les termes génériques sans rapport avec le sujet sont à éviter, ainsi que les répétitions de liens vers un même terme.
- Les liens externes sont à placer uniquement dans une section « Liens externes », à la fin de l'article. Ces liens sont à choisir avec parcimonie suivant les règles définies. Si un lien sert de source à l'article, son insertion dans le texte est à faire par les notes de bas de page.
- La présentation des références doit suivre les conventions bibliographiques. Il est recommandé d'utiliser les modèles {{Ouvrage}}, {{Chapitre}}, {{Article}}, {{Lien web}} et/ou {{Bibliographie}}. Le mode d'édition visuel peut mettre en forme automatiquement les références.
- Insérer une infobox (cadre d'informations à droite) n'est pas obligatoire pour parachever la mise en page.

Pour une aide détaillée, merci de consulter Aide:Wikification.
Si vous pensez que ces points ont été résolus, vous pouvez retirer ce bandeau et améliorer la mise en forme d'un autre article.
Kenjirō Azuma (吾妻 兼治郎), francisé en Kengiro Azuma (1926-2016), est un peintre, sculpteur et professeur japonais qui a vécu la plus grande partie de sa vie en Italie.

## Biographie
Azuma est né le 12 mars 1926 à Yamagata au Japon dans une famille d'artisans du bronze. À l'âge de 17 ans, il rejoint la marine impériale japonaise en tant que pilote kamikaze, mais la guerre se termine avant qu'il ait pu se sacrifier. La  seconde guerre mondiale, ainsi que la découverte de l'humanité de l'empereur qui était jusqu'alors considéré comme un dieu, ont un grand impact sur le peuple japonais et pour Azuma, elles créent un vide spirituel qui le pousse vers l'art.
De 1949 à 1953, Azuma étudie la sculpture à l'université de Tokyo. En 1956, après avoir reçu une bourse du gouvernement italien, il s'installe en Italie et étudie à l'Académie des beaux-arts de Brera  où il devient assistant artistique du sculpteur Marino Marini. 
Azuma vit et travaille à Milan pendant la majeure partie de sa carrière. Il reste assistant artistique de Marino Marini jusqu'à la mort de celui-ci en 1980. De 1980 à 1990, il est professeur à la Nuova accademia di belle arti de Milan. En 2015, il installe une sculpture permanente intitulée MU 141 (it) sur la place publique devant le cimetière monumental de Milan.
Kengiro Azuma  décède à son domicile de Milan le 15 octobre 2016. Pour honorer Azuma, la Fondation Marino Marini organise en 2017 une exposition de ses œuvres au Palazzo Fabroni (it) de Pistoie.

## Œuvres

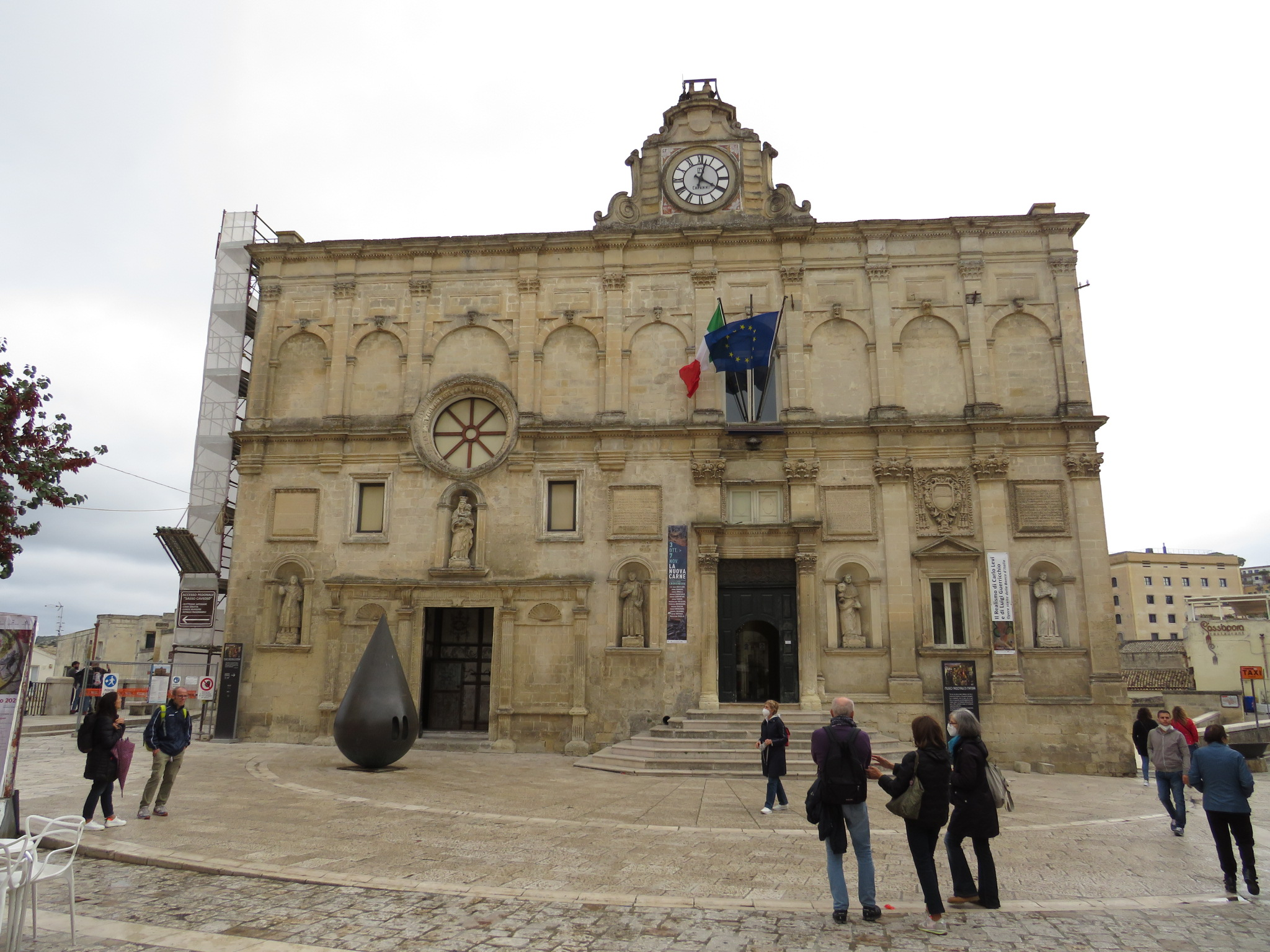
La Goutte, œuvre de Kengiro Azuma devant le palais Lanfranchi de Matera

Azuma imite tout d'abord le style de Marini, mais celui-ci l'exhorte à retrouver ses origines culturelles japonaises. Azuma retourne alors à la philosophie zen et s'intéresse à "rendre visibles les formes d'existence". Il crée dès 1960 toute une série d'œuvres intitulées Mu, ce mot signifiant absence en japonais. Parmi ces œuvres, le Mu-464 créé lors du Symposium international de sculpture de Californie à l'Université d'État de Californie à Long Beach en 1965 a la particularité d'être réalisé en aluminium, le bronze, matériau de prédilection d'Azuma, étant introuvable dans cette région. Dès 1985, Azuma crée une autre série d'œuvres intitulées Yu, ce  mot signifiant le plein, le présent, le visible. Ses créations représentent souvent des gouttes d'eau en bronze, Azuma étant fasciné par leur forme. Parmi ses autres œuvres, Azuma réalise en 2011 une sculpture Mu-765M espérance... une goutte d'eau qui fait partie des collections des musées du Vatican. Celles-ci contiennent également depuis 1971 un crucifix, esquisse d'une réalisation pour le couvent des capucins de Sion et qui est entré dans les collections du Vatican par la volonté du pape Paul VI. Toujours pour le couvent des capucins de Sion, Azuma réalise le lave-mains du réfectoire  et le lavabo liturgique de la sacristie. Il participe également à la réalisation d'une fontaine. 
Pour l'église Saint-François de Locarno (it), il réalise l'autel, l'ambon et un bougeoir de Pâques.

## Principales expositions

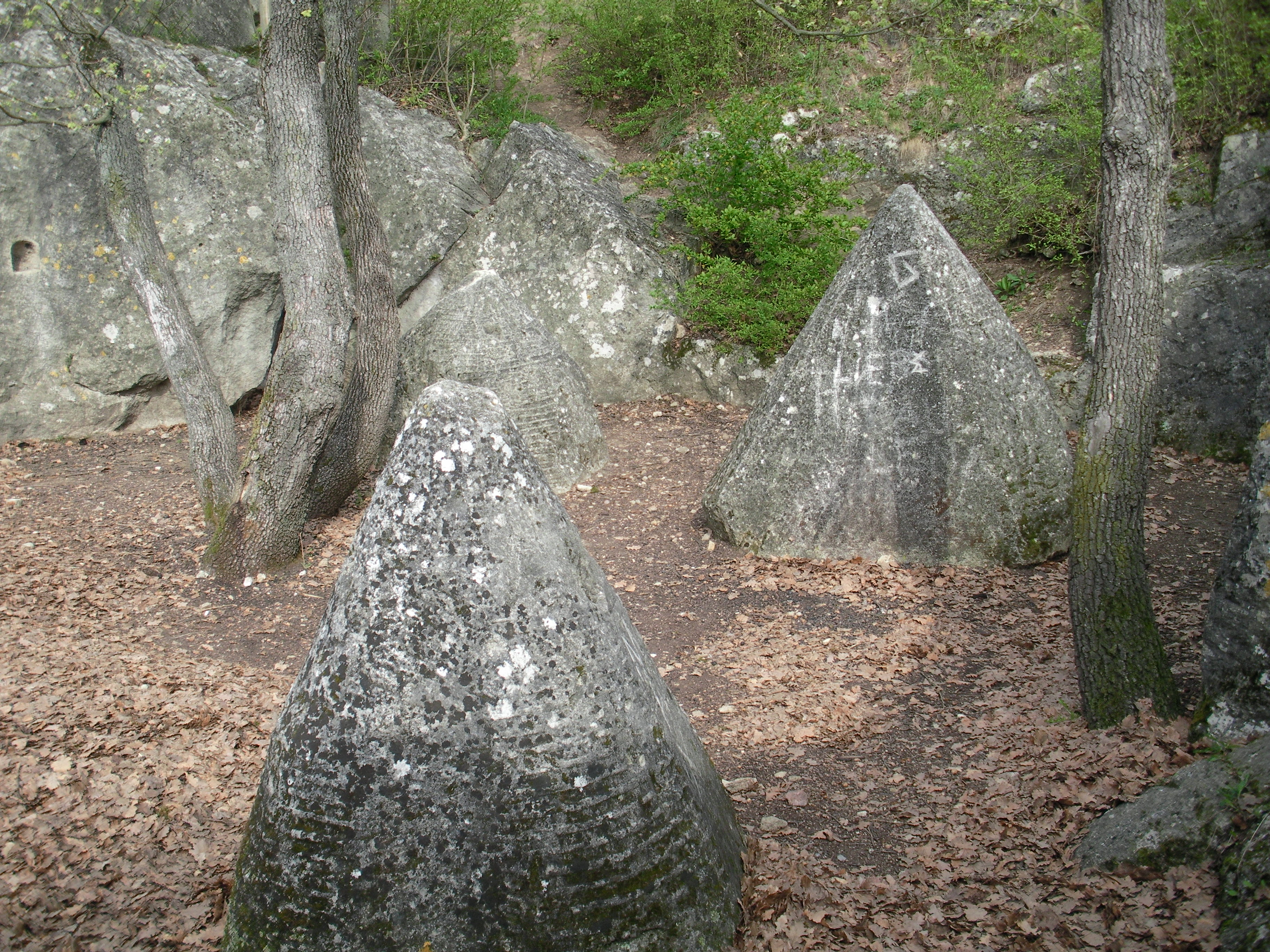
Œuvre de Kengiro Azuma (1971) au Symposium de sculpture de St. Margarethen

La première exposition entièrement consacrée à Azuma a lieu en 1958 au Japon.  En 1965, il est invité au  Symposium international de sculpture organisé par l'université d'État de Californie. En 1966, son travail est exposé dans le cadre du « New Japanese Painting and Sculpture » au MoMa de New York. En 1971, il expose à Sankt Margrethen. En 1994, une exposition rétrospective a lieu au musée d'art de Mendrisio. Il expose régulièrement en Italie mais aussi en Allemagne (Stuttgart en 1964, Brême en 1964, Bochum en 1964 et 1967), en Suisse (Zurich en 1980, Lugano en 1981 et 2005, Glaris en 1986, Mendrisio en  1990), aux Pays-Bas (Den Haag en 1972, 1975 et 1980, Dordrecht en 1983), au Japon (Tokyo et Osaka en 1974, 1978 et 1986, Toyama en 1988 Kanagawa, Yamanashi, Sendai, Tokyo et Osaka en 1990), en Serbie (Belgrade en 1975), . La dernière grande exposition du vivant d'Azuma a lieu dans les églises rupestres de Matera en 2010.

## Distinctions
- 1963 : lauréat du prix Émile-Gaudard décerné au château de La Sarraz en Suisse[1] , [12]. Deuxième prix au cinquième concours international de sculpture de Padoue[1].
- 1995 : lauréat du prix Shiju-hosho décerné par l'empereur du Japon[13]. Le Shiju-hosho, également appelé «médaille d'honneur avec ruban violet», est décerné pour des réalisations universitaires ou artistiques.
- 1996 : Ambrogino d'Argento décerné par la ville de Milan[14].